# Fontaine de Brabo
Pour les articles homonymes, voir Brabo (homonymie).
La fontaine de Brabo (en néerlandais : Brabofontein) est une fontaine située à Anvers, en Belgique. Elle est surmontée d'une statue de Silvius Brabo due au sculpteur Jef Lambeaux (1887). La fontaine se trouve sur la Grand-Place d'Anvers, en face de l'Hôtel de ville.

## Historique
La fontaine en bronze est érigée au milieu de la Grand-Place, à l'emplacement occupé jusqu'en 1882 par l'Arbre de la Liberté, planté en 1836 pour remplacer le premier Arbre de la Liberté belge de 1831.
En 1883, le sculpteur Jef Lambeaux réalise une maquette en plâtre qui est d’abord présentée à la presse puis au Salon de Gand. Vu l'enthousiasme suscité, la Ville d'Anvers passe un contrat avec l'artiste en mars 1884. Au total, Jef Lambeaux travaillera presque trois années complètes à l'édification du monument.
En novembre 1886, l’exécution du groupe de la fontaine est confiée à la Compagnie des Bronzes, basée à Bruxelles. En janvier 1887, la fonderie commence le moulage des pièces.
Selon une inscription sur le monument, Jef Lambeaux devait la prestigieuse commande à Arthur Van den Nest, échevin des Beaux-Arts d'Anvers de 1874 à 1882. Le projet fut approuvé par le conseil municipal d'Anvers le 31 mars 1883, puis remplacé par l'ingénieur municipal Gustave Royers. Plusieurs plans ont précédé l'exécution, notamment pour le piédestal et le bassin d'eau initialement prévu, qui a été remplacé par la formation rocheuse en 1886. Le conseil municipal a voté son emplacement, le 21 juin 1887, sur la Grand-Place ou les quais de l'Escaut (nl), à hauteur du Suikerrui (nl).
Enfin, l'inauguration a lieu sur la Grand-Place le 21 août 1887.
Le monument est restauré en 1980.

## Sujet
Le sujet de la composition fait référence à l'histoire de Brabo et du géant Druon Antigoon. Selon la légende, qui date du xve siècle, ce dernier demandait un important péage à tous ceux qui voulaient remonter le cours de l'Escaut. Les récalcitrants voyaient leurs mains tranchées par le géant.
Il rencontra un jour un soldat romain, Silvius Brabo, qui aurait réussi à le tuer et, pour venger a posteriori les victimes, coupa la main du géant et la jeta dans le fleuve.
Antwerpen, le nom néerlandais d'Anvers, signifierait - selon une légende liée à l'origine du nom de la ville - « jeter la main » (« hand werpen »), mais cette étymologie populaire est contestée par les spécialistes (notamment John Lothrop Motley), dont certains pensent que le nom d'Antwerpen viendrait plus prosaïquement de aan het werpen qui désigne la jetée d'un port,.

## Description
La fontaine, haute de 10,6 m, est signée et datée côté sud : « Jef LAMBEAUX/ 1887/ CIE DES BRONZES ». Côté ouest, le piédestal porte l'inscription : « VAN/ AUGUST NOTTEBOHMS ERFGIFT/ OPGERICHT 1887 ». Le groupe de sculptures et son piédestal cylindrique repose sur un socle de rochers rugueux empilés. À ses pieds se trouve le géant Druon Antigoon, décapité et nu, entouré d'une tortue, d'un dragon, d'un lion de mer et de poissons. Trois sirènes voluptueuses appuyées les unes contre les autres forment le groupe du milieu. Ils portent une nef surmontée d'un rocher et une forteresse à trois tours, accentuées par des mains levées. Il s'agit d'une représentation plastique des armoiries d'Anvers, avec la tête coupée d'Antigoon sur le côté nord. Le château sert de socle à Silvius Brabo, qui, nu et debout sur une jambe, s'apprête à jeter au loin la main du géant. Pour le dynamisme plastique de cette figure, Lambeaux s'est inspiré du Mercure de Giambologna.
La statue est positionnée de telle manière que Brabo semble jeter la main vers la ville. Cela est dû à la distance limitée entre l'Hôtel de ville et la statue : si l'on devait positionner Brabo en direction de l'Escaut, il semblerait que Brabo veuille jeter la main sur l'Hôtel de ville.

## Financement
Les fonds pour l'érection du monument proviennent du legs d'Auguste Nottebohm (Anvers, 1818-Anvers, 1883), destiné à l'embellissement de la ville. Il était le fils de Thierry Nottebohm (nl) (Bielefeld, 1787-Berchem, 1871), qui avec son frère aîné Johann Abraham Nottebohm (Bielefeld, 1783-Delfshaven, 1866) s'était installé à Anvers en 1811 depuis la Westphalie. En 1817, ils fondent la société Gebroeders Nottebohm, qui se concentre sur le commerce colonial, notamment celui des céréales, du riz, du café et du cuir. Elle possédait une décortiqueuse de riz depuis 1852, participait au développement des services transatlantiques de colis maritimes, et fut reprise en 1882 par Albert de Bary & C°.

## Hommage
La fontaine Brabo est l'une des œuvres les plus importantes du sculpteur, avec le gigantesque relief Les Passions humaines de 1889-1894, dans le Parc du Cinquantenaire à Bruxelles.
La fontaine de Brabo figure sur les médailles des Jeux olympiques de 1920, créées par le graveur et sculpteur belge Josué Dupon.

## Galerie

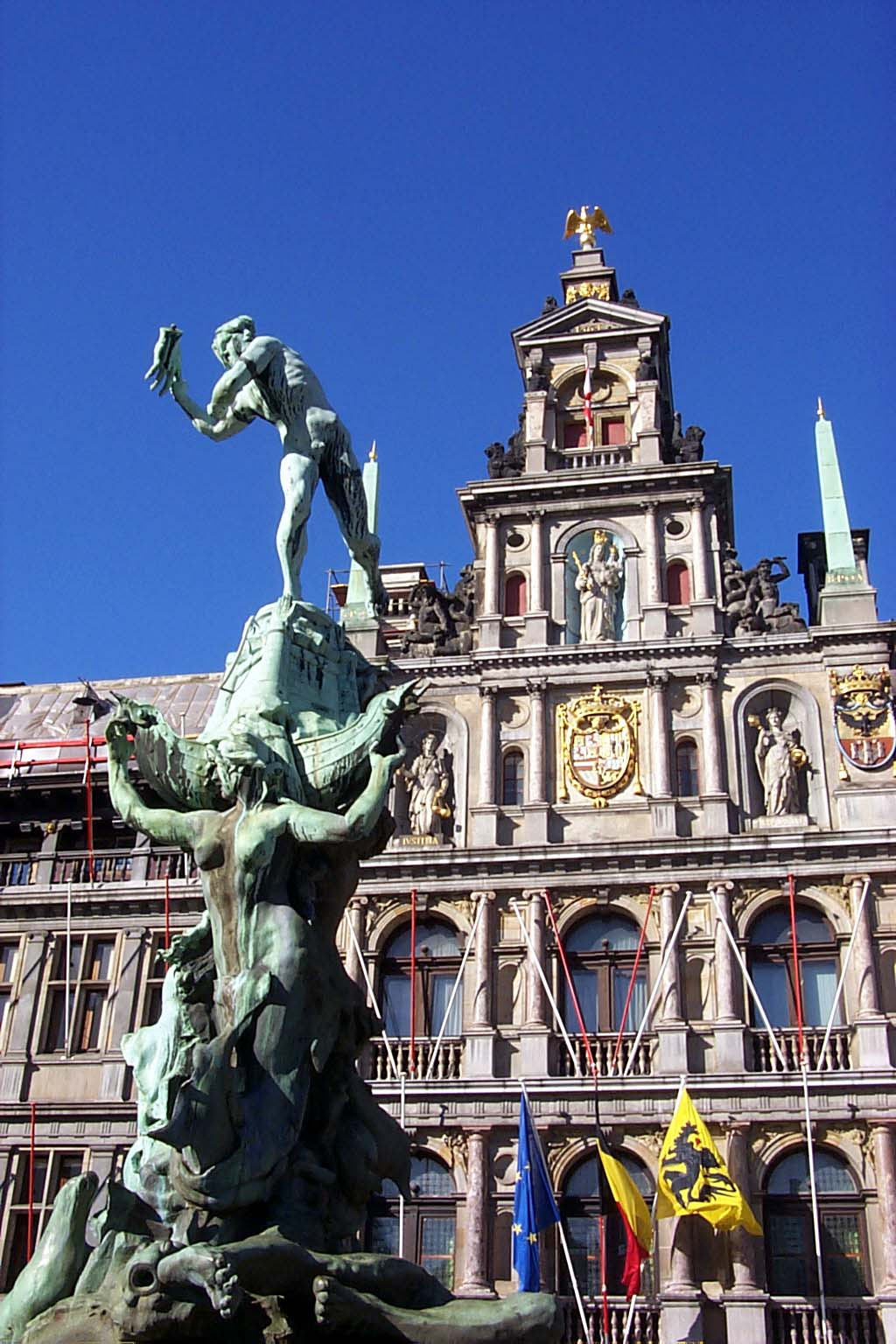
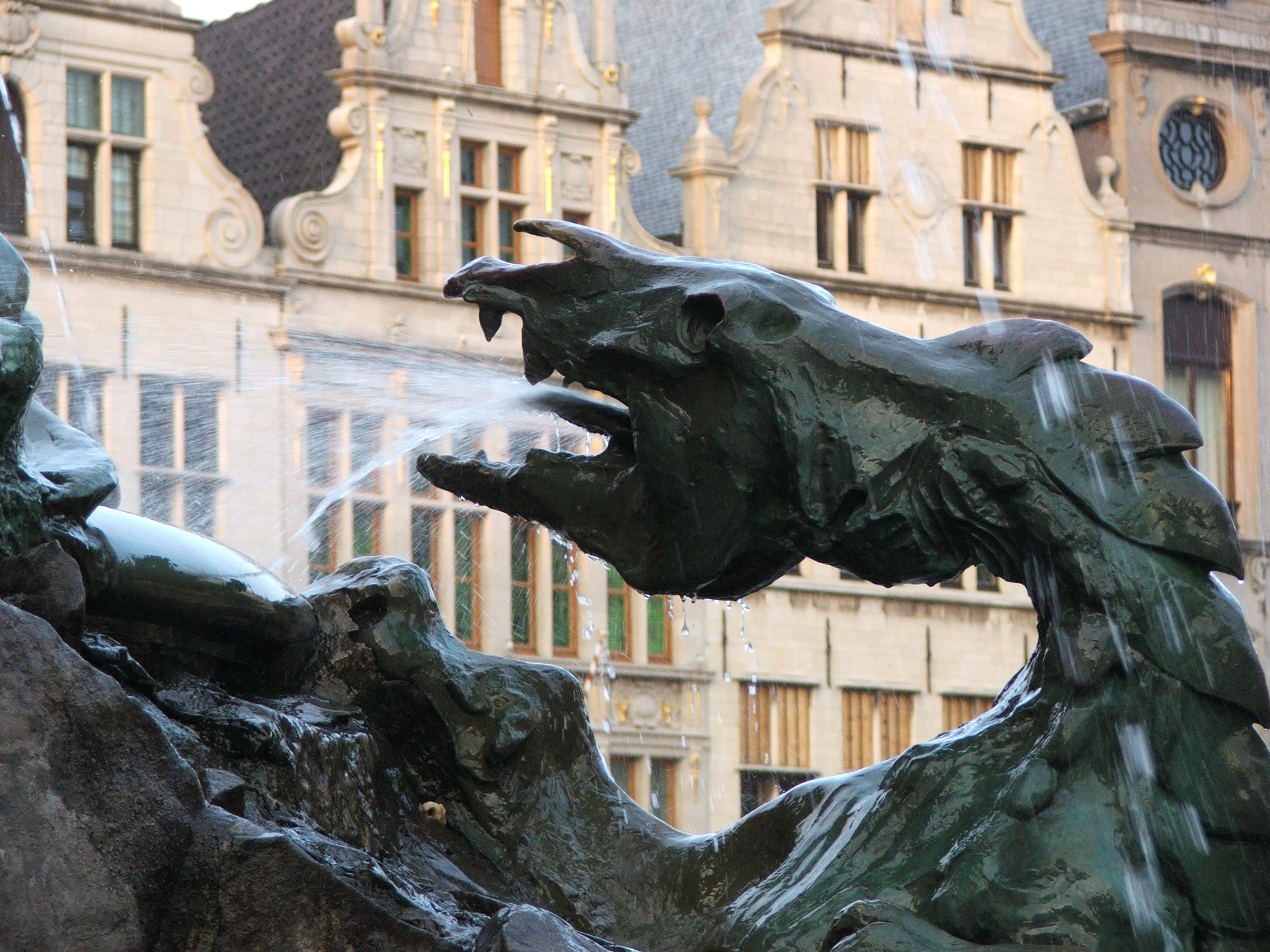
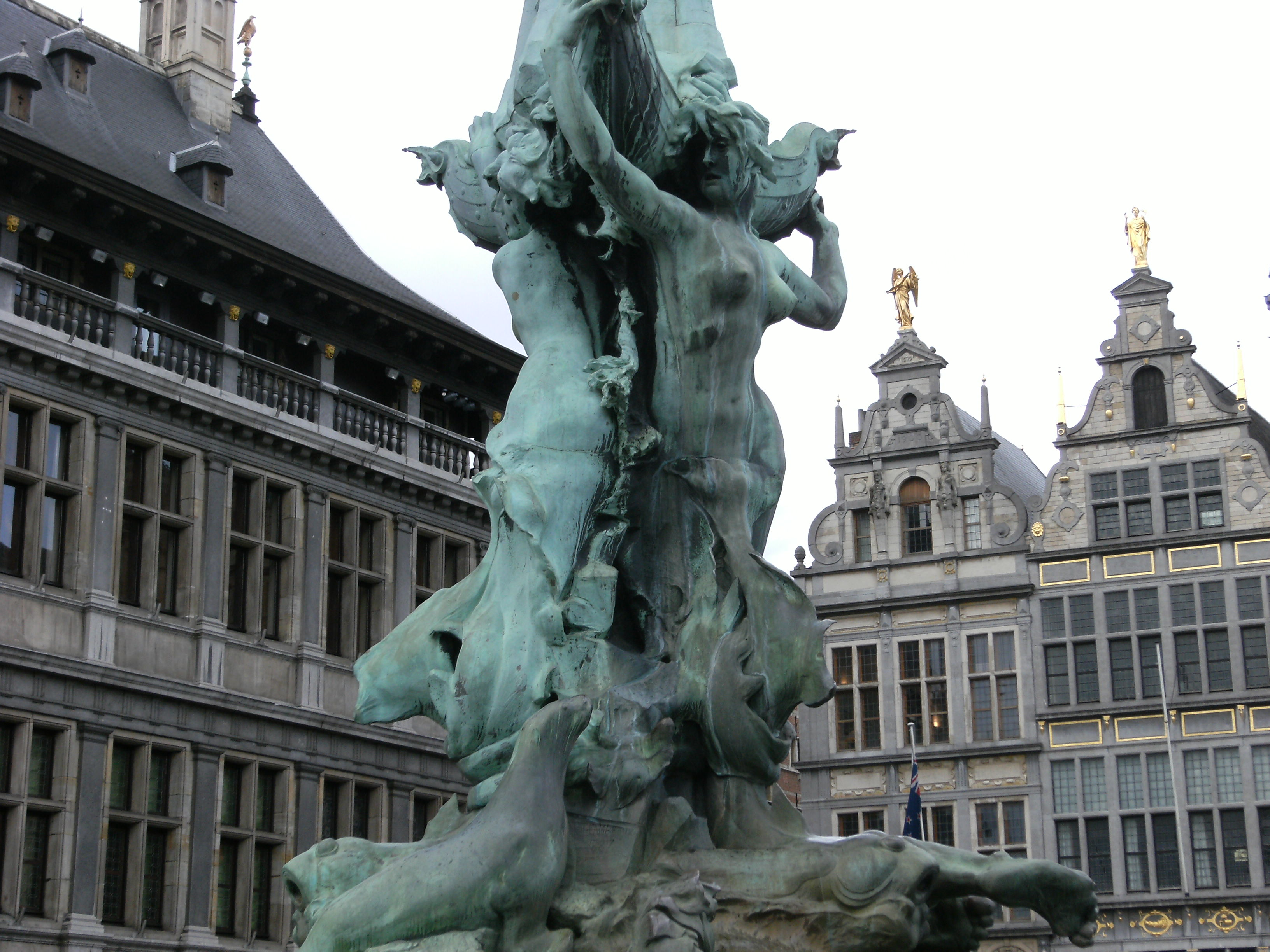
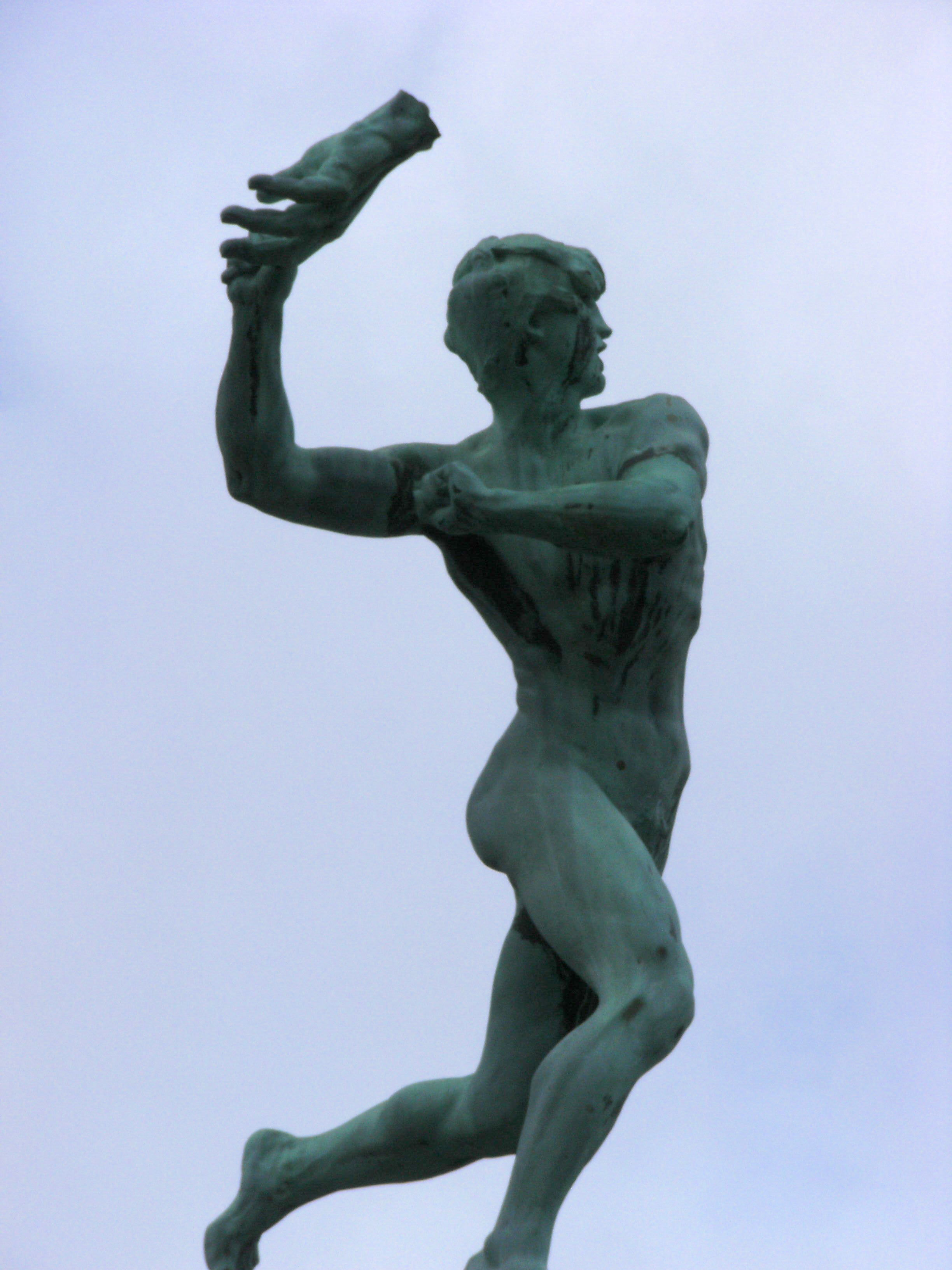
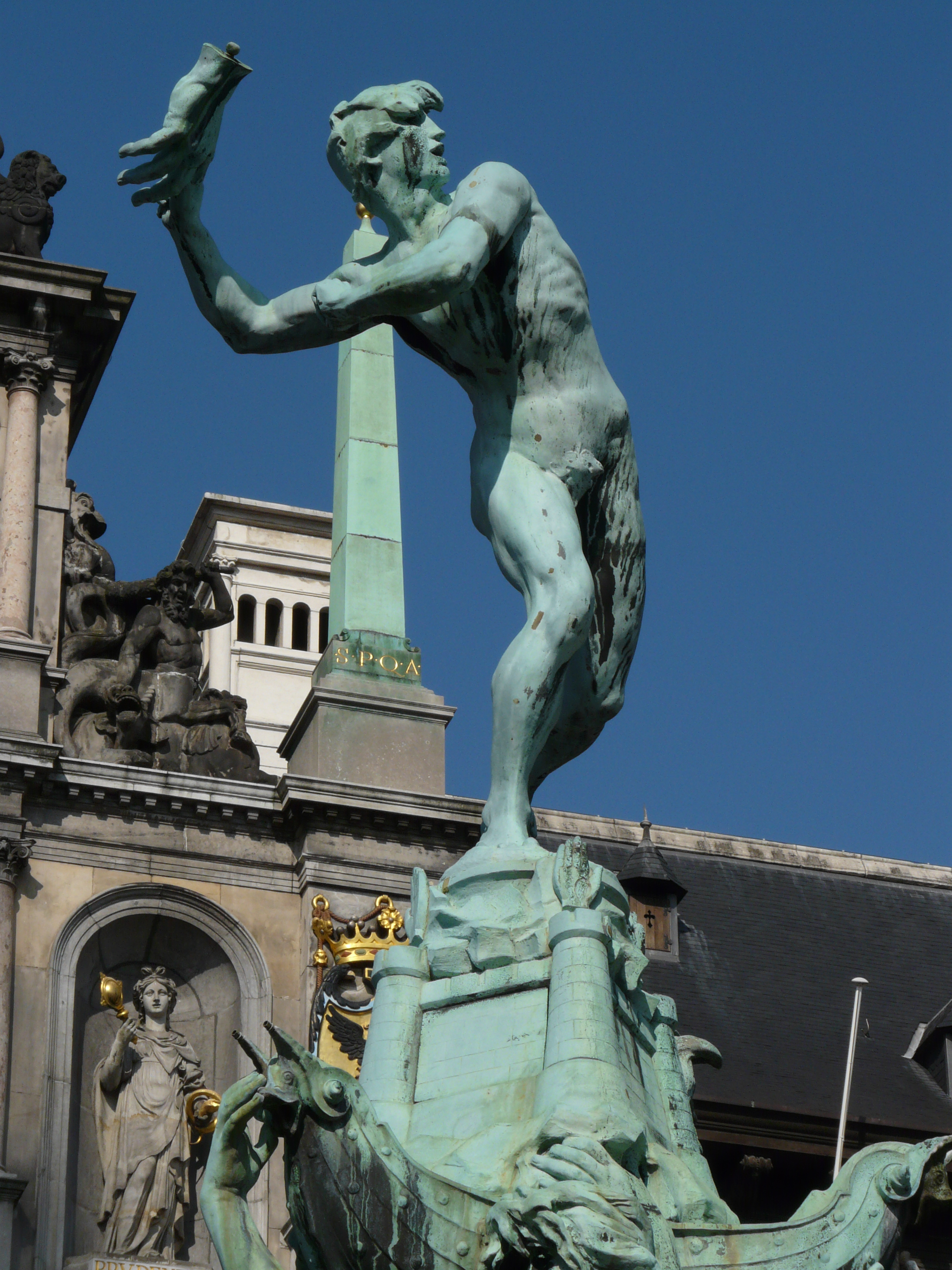